# Бидо, Жорж
Жорж-Огюстен Бидо (фр. Georges-Augustin Bidault; 5 октября 1899, Мулен — 27 января 1983, Камбо-ле-Бен, департамент Атлантические Пиренеи) — французский политический и государственный деятель. Премьер-министр Франции с 23 июня по 28 ноября 1946 года и с 28 октября 1949 по 24 июня 1950 года.

## Предвоенные годы
Окончил Сорбонну. После участия в Первой мировой войне в 1918 году вступил в Католическую ассоциацию французской молодежи. По профессии преподаватель истории. В 1931 году присоединился к Народно-демократической партии. С 1934 года главный редактор левокатолической газеты L’Aube, на страницах которой выступал против фашизма, диктатуры и антисемитизма.
В 1938 году резко выступал против подписания Мюнхенских соглашений.

## В Сопротивлении
С началом Второй мировой войны в 1939 году призван в армию. Был взят в плен и до июля 1941 года находился в лагере для военнопленных. После освобождения переехал в неоккупированную зону, где создал подпольную группу Сопротивления. Издавал подпольный листок Сопротивления. 
С 1943 по август 1944 года председатель Национального совета Сопротивления (фр. Conseil National de la resistance; CNR) — сменил арестованного Жана Мулена. Фактически руководил движением Сопротивления внутри Франции, в том числе августовским восстанием 1944 года, ускорившим освобождение Парижа. Один из основателей католической партии «Народно-республиканское движение» (1944). 

## ПолитикЧетвертой Республики
После вступления французских войск в Париж 25 августа 1944 года, Бидо занял пост министра иностранных дел в составе Временного правительства Шарля де Голля. Подписал советско-французский договор о взаимопомощи (1944). Одновременно с 23 июня по 28 ноября 1946 года премьер-министр Франции. В июле 1948 года вышел в отставку.
В 1949—1952 годах — председатель центристской партии Народно-республиканское движение. В 1949 году избран депутатом Национального собрания. В дальнейшем занимал высокие посты во французском правительстве: премьер-министр (28 октября 1949 — 24 июня 1950), министр национальной обороны (август 1951 — февраль 1952), министр иностранных дел (январь 1953 — июнь 1954). Активно выступал за вступление Франции в НАТО.

## ПриПятой Республике
Сторонник продолжения войны в Алжире, после прихода к власти генерала де Голля, взявшего курс на предоставление Алжиру независимости, стал одним из руководителей оппозиции. В 1958 году основал правую партию «Французское народно-христианское движение». После образования террористической организации (ОАС) Бидо в 1961 году образовал Национальный совет сопротивления, который стал политическим крылом ОАС. Пользуясь иммунитетом как депутат Национального собрания, мог спокойно вести антиголлистскую политику, не опасаясь ареста. После провала покушения на де Голля в 1962 году (в подготовке которого был замешан Бидо) ему в 1963 году пришлось бежать в Бразилию. В 1968 году Бидо был амнистирован и смог вернуться на родину. С 1977 года почётный президент Христианско-демократической партии.

## Награды
- Кавалер Большого креста ордена Почётного легиона
- Компаньон ордена Освобождения (27 августа 1944 года)

## Правительства Бидо

### Первое Министерство Бидо: 24 июня — 16 декабря 1946
- Жорж Бидо — председатель Временного Правительства и министра иностранных дел;
- Морис Торез — вице-председатель Временного Правительства;
- Феликс Гуэн — вице-председатель Временного Правительства и министр национальной обороны;
- Шарль Тийон — министр вооружения;
- Эдуар Депрё — министр внутренних дел;
- Робер Шуман — министр финансов;
- Франсуа де Ментон — министр национальной экономики;
- Марсель Поль — министр промышленного производства;
- Амбруа Круазет — министр труда и социальное обеспечение;
- Пьер-Анри Тежен — министр юстиции;
- Марсель Эдмон Нежелен — министр национального образования;
- Франсуа Танги-Прижен — министр сельского хозяйства;
- Ив Фарж — министр поставок;
- Морис Моте — министр по делам заграничной Франции;
- Жюль Мок — министр общественных работ и транспорта;
- Робер Прижен — министр народонаселения;
- Франсуа Бийу — министр реконструкции и градостроительства;
- Жан Летурно — министр почт;
- Александр Варенн — государственный министр;
- Франсиск Ги — государственный министр.

### Второе Министерство Бидо: 28 октября 1949 — 7 февраля 1950
- Жорж Бидо — председатель Совета Министров;
- Жюль Мок — вице-председатель Совета Министров и министр внутренних дел;
- Анри Кей — вице-председатель Совета Министров;
- Робер Шуман — министр иностранных дел;
- Рене Плевен — министр национальной обороны;
- Морис Пецш — министр финансов и экономических дел;
- Робер Лакост — министр торговли и промышленности;
- Пьер Сегелль — министр труда и социальное обеспечение;
- Рене Мейер — министр юстиции;
- Ивон Дельбос — министр национального образования;
- Луи Жакино — министр по делам ветеранов и жертв войны;
- Пьер Пфлимлен — министр сельского хозяйства;
- Жан Летурно — министр по делам заграничной Франции;
- Кристиан Пино — министр общественных работ, транспорта и туризма;
- Пьер Шнейте — министр здравоохранения и народонаселения;
- Эжен Клод-Пти — министр реконструкции и градостроительства;
- Эжен Тома — министр почт;
- Пьер-Анри Тежен — государственный министр.

Изменения
- 2 декабря 1949 — Габриэль Валей наследует Пфлимлену как министр сельского хозяйства.

### Третье Министерство Бидо: 7 февраля — 2 июля 1950
- Жорж Бидо — Председатель Совета Министров;
- Анри Кей — Вице-председатель Совета Министров и министр внутренних дел;
- Робер Шуман — министр иностранных дел;
- Рене Плевен — министр национальной обороны;
- Морис Пецш — министр финансов и экономических дел;
- Жан-Мари Лувель — министр торговли и промышленности;
- Поль Бэкон — министр труда и социальное обеспечение;
- Рене Мейер — министр юстиции;
- Ивон Дельбос — министр национального образования;
- Луи Жакино — министр по делам ветеранов и жертв войны;
- Габриэль Валей — министр сельского хозяйства;
- Жан Летурно — министр по делам заграничной Франции;
- Жак Шастеллэн — министр общественных работ, транспорта и туризма;
- Пьер Шнейте — министр здравоохранения и народонаселения;
- Эжен Клод-Пти — министр реконструкции и градостроительства;
- Шарль Брюн — министр почт;
- Пьер-Анри Тежен — государственный министр.